# Cambra de comerç

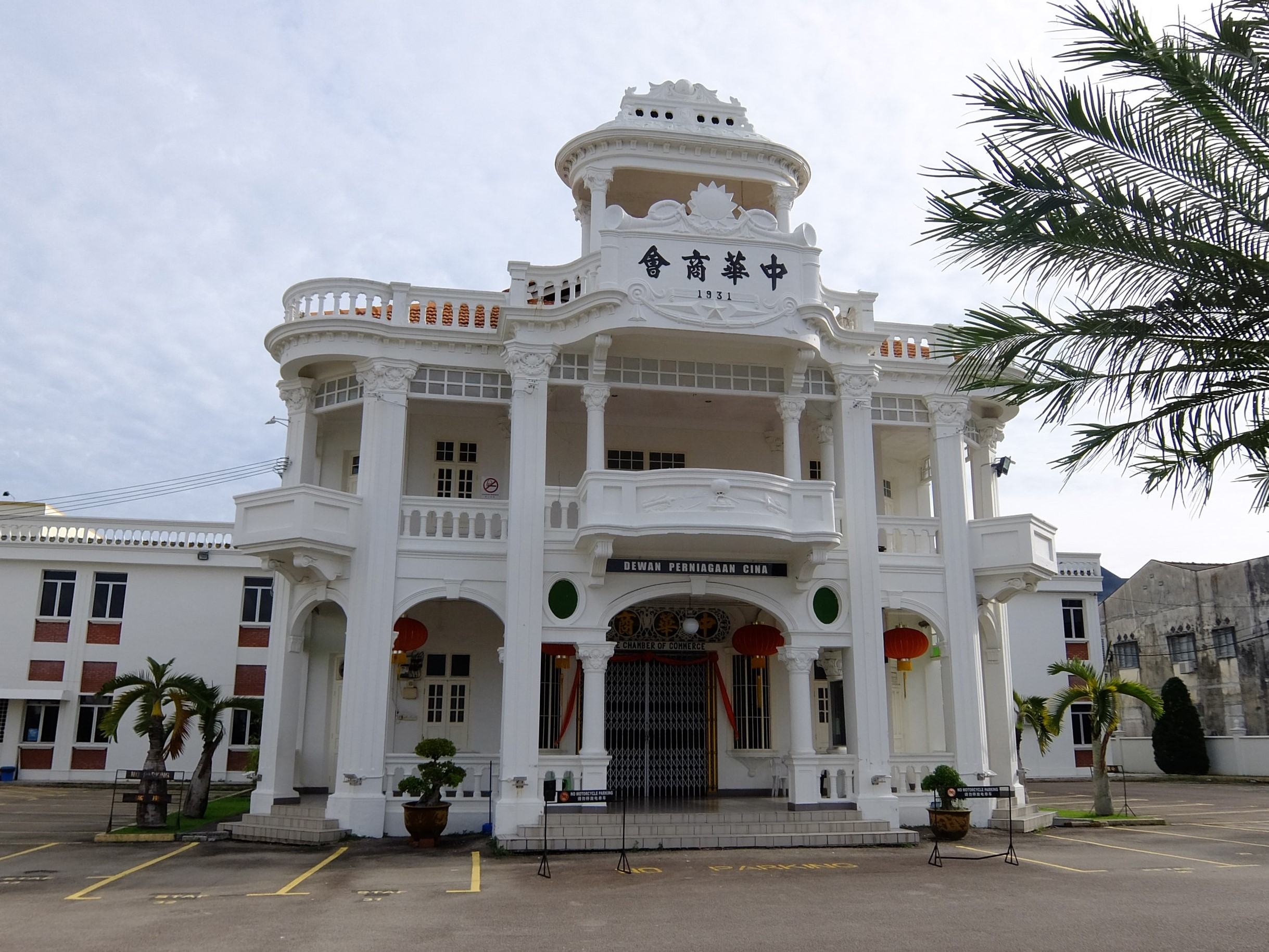
Cambra de comerç

Una cambra de comerç és una corporació de dret públic, creada per propietaris de comerços i empreses per protegir els seus propis interessos.
Les primeres cambres de comerç van ser fundades el 1599 a l'Europa continental a Marsella i el 1665 a Bruges. Hi ha proves històriques que en l'antiguitat van existir formes primitives d'organització comercial, especialment a l'Orient Mitjà. Al nord i l'oest d'Europa, els despatxos de la Lliga hanseàtica també van forma embrions de futures cambres de comerç.

## Característiques
Les cambres de comerç són institucions públiques constituïdes a ciutats que a més de defensar dels interessos generals del comerç, indústria i/o navegació dona serveis d'assessorament jurídica, econòmica i tècnica i altres serveis com documentació i formació. Tenen un president, un comitè executiu i un ple.
El ple és l'òrgan suprem de govern i representació que estableix les directrius que tenen efectes a nivell comarcal. El comitè executiu s'encarrega de la gestió de l'entitat. El President representa l'entitat i executa els acords que adopta el ple.

## Presència als Països Catalans
A Catalunya existeixen 13 cambres de comerç, les de Barcelona, Sabadell, Terrassa, Manresa, Girona, Sant Feliu de Guíxols, Palamós, Tàrrega, Lleida, Tarragona, Reus, Valls i Tortosa. Totes es coordinen a través del Consell General de les Cambres de Catalunya.
- Cambra de Comerç de Terrassa
- Cambra de Comerç de València
- Cambra Oficial de Comerç, Indústria i Navegació de Barcelona
- Cambra Oficial de Comerç, Indústria i Navegació de Palma
- Cambra Oficial de Comerç i Indústria de Manresa